# Apikompleksy
Apikompleksy (Apicomplexa, sporowce, Sporozoa) – organizmy wyłącznie pasożytnicze, wyróżniające się obecnością tzw. kompleksu apikalnego ułatwiającego im wnikanie do komórek żywiciela. Obecnie zaliczane są do supergrupy Chromalveolata, razem z żółto-brunatnymi glonami i grzybopodobnymi lęgniowcami oraz orzęskami.
Cechą odróżniającą apikompleksy od większości protistów zwierzęcych jest niezdolność do fagocytozy.
Posiadają charakterystyczny podział komórki tzw. schizogonia, polegający na podziale jądra komórkowego, a dopiero później na podziale cytoplazmy, wynikiem czego, jest powstanie wielu komórek.
Apikompleksy są organizmami haploidalnymi, faza diploidalna jest bardzo krótka – pojawia się tylko w stadium zygoty, po którym od razu następuje mejoza i mitoza, w wyniku których powstają haploidalne formy inwazyjne.
Cechą charakterystyczną jest obecność kompleksu apikalnego, znajdującego się w przedniej części komórki. Jego budowa jest bardzo złożona. Ustalono również, że organellum to ma związek z wytwarzaniem enzymów ułatwiających pasożytom wnikanie do komórek.
Apikompleksy według systematyki Cavalier-Smitha dzielą się na 2 podtypy, które z kolei dzielą się na:
- Podtyp: Apicomonada
  - Gromada: Apicomonadea
- Podtyp: Gamontozoa
  - Infratyp: Sporozoa
    - Gromada: Aconoidasida
    - Gromada: Coccidea
    - Gromada: Gregarinea

  - Infratyp: Hematozoa
    - Gromada: Hematozoa
    - Gromada: Piroplasmea

## Struktura wewnętrzna
A. Kompleks apikalny

1. Przedni pierścień polarny

2. Intro-konoid Mikrotubula

3. Konoid

4. Pierścień biegunowy tylny

5. Kompleks błony wewnętrznej

6. Mikrotubule podbłonkowe

Struktura apikompleksowa

7. Rhoptries, zatrzymują enzymy uwolnione po wniknięciu do żywiciela.

8. Micronemes, ważne dla ruch ślizgowy

9. Mitochondrium

10. Mikropory

11. Gęste granulki

12. Apikoplast, plastyd fotosyntetyczny

13. Aparat Golgiego

14. Jądro komórkowe

15. Siateczka śródplazmatyczna